# Коттедж-Гроув (Міннесота)
Коттедж-Гроув (англ. Cottage Grove) — місто (англ. city) в США, в окрузі Вашингтон штату Міннесота. Населення — 38 839 осіб (2020).

## Географія
Коттедж-Гроув розташований за координатами 44°48′48″ пн. ш. 92°54′52″ зх. д. / 44.81333° пн. ш. 92.91444° зх. д. (44.813321, -92.914324).  За даними Бюро перепису населення США в 2010 році місто мало площу 97,09 км², з яких 87,08 км² — суходіл та 10,01 км² — водойми.

## Демографія
Згідно з переписом 2010 року, у місті мешкало 34 589 осіб у 11 719 домогосподарствах у складі 9437 родин. Густота населення становила 356 осіб/км².  Було 12102 помешкання (125/км²).
Расовий склад населення:
| - 86,5 % — білих - 5,3 % — азіатів - 3,9 % — чорних або афроамериканців - 0,5 % — корінних американців - 0,1 % — вихідців з тихоокеанських островів - 1,4 % — осіб інших рас |

До двох чи більше рас належало 2,3 %. Частка іспаномовних становила 4,8 % від усіх жителів.
За віковим діапазоном населення розподілялося таким чином: 29,0 % — особи молодші 18 років, 62,7 % — особи у віці 18—64 років, 8,3 % — особи у віці 65 років та старші. Медіана віку мешканця становила 35,0 року. На 100 осіб жіночої статі у місті припадало 99,6 чоловіків;  на 100 жінок у віці від 18 років та старших — 98,5 чоловіків також старших 18 років.
Середній дохід на одне домашнє господарство  становив 94 513 долари США (медіана — 83 181), а середній дохід на одну сім'ю — 103 309 доларів (медіана — 92 975). Медіана доходів становила 59 158 доларів для чоловіків та 44 670 доларів для жінок. За межею бідності перебувало 4,3 % осіб, у тому числі 5,7 % дітей у віці до 18 років та 5,8 % осіб у віці 65 років та старших.
Цивільне працевлаштоване населення становило 19 019 осіб. Основні галузі зайнятості: освіта, охорона здоров'я та соціальна допомога — 23,7 %, виробництво — 14,6 %, роздрібна торгівля — 10,7 %, науковці, спеціалісти, менеджери — 8,8 %.